# Савицкая, Ольга
Ольга Савицкая (пол. Olga Sawicka; 7 февраля 1932, Познань, Польская Республика — 2 апреля 2015, Сколимув-Констанцин, Мазовецкое воеводство) — польская артистка балета, хореограф, балетный педагог

.

## Биография

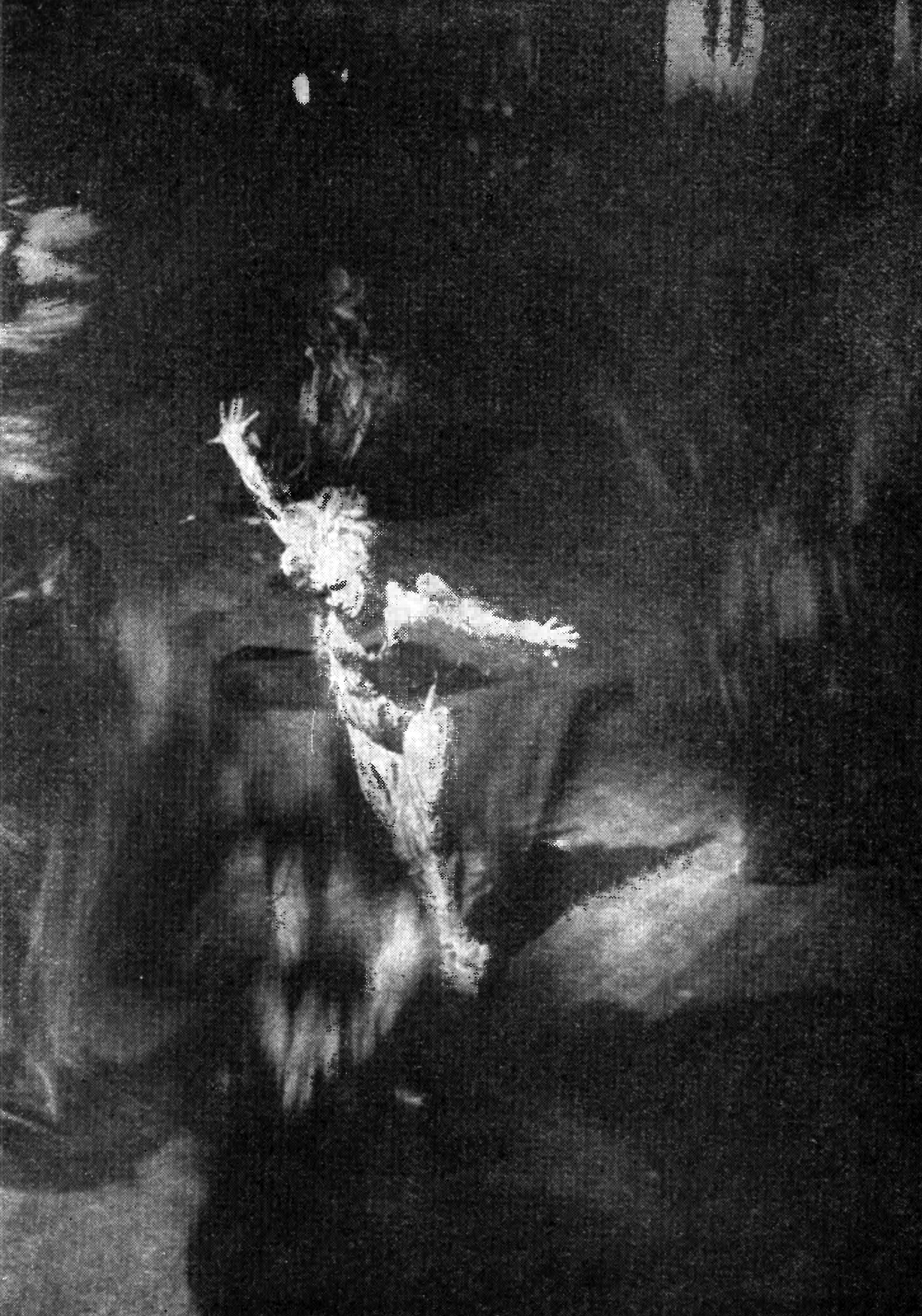
О. Савицкая в балете «Жар-птица» Игоря Стравинского

С 1945 года брала уроки ритмики. Училась в балетных школах при Большом Театре Станислава Монюшко в Познани у Е. Каплинского. Продолжила изучать балетное искусство в Париже у Л. Егоровой, О. Преображенской и В. Гзовского.
Дебютировала в 15-летнем возрасте в 1947 году в Познанской опере (1947—1949), выступала Силезской опере в Бытоме (1949—1953) и Большой театр (Варшава)|Варшавском Большом театре (1953—1961).
О. Савицкая — лирическая танцовщица. Гастролировала в Германии, Швейцарии, Франции и Монте-Карло, выступала в Большом театре в Москве, Норвегии, Швеции, на Кубе, в Генуе (1968), Льеже (1969), Триесте (1968), Турине (1968), Страсбурге (1969), в Италии (1970, 1972), Осло (1971), Гётеборге (1971). После брака с Гугом Штайнером обосновалась во Франции. Вернулась в Польшу в 1963 году.
Работала балетмейстером.
Лучшие партии: Сванильда («Коппелия»), Золотая утка (о. п. Маклакевича), Мария («Бахчисарайский фонтан»), Одетта («Лебединое озеро»), Джульетта («Ромео и Джульетта» С. Прокофьева), Амелия («Мазера» Шелиговского), Жизель; Катерина («Каменный цветок» Прокофьева) и др.

## Награды
- Золотой Крест Заслуги (Польша) (дважды)
- Орден Возрождения Польши (дважды)
- Золотая Медаль «За заслуги в культуре Gloria Artis»
- Статуэтка Терпсихоры — премия фестиваля «Познанская балетная весна» (2006)
- Премия по культуре города Познань